# Cyphokentia cerifera
Espèce
Synonymes
- Moratia cerifera H.E.Moore, 1980[1]

Statut de conservation UICN

 NT  : Quasi menacé
Cyphokentia cerifera est une espèce de plantes de la famille des Arecaceae.
Cette espèce a pour basionyme : Moratia cerifera H.E.Moore, 1980.

## Publication originale
Sous le nom de Moratia cerifera H.E.Moore, 1980 :
- Gentes Herbarum; Occasional Papers on the Kinds of Plants 12: 22. 1980.

### Cyphokentia cerifera
- (en) BioLib : Cyphokentia cerifera (H.E.Moore) Pintaud & W.J.Baker (consulté le 21 avril 2019)
- (en) Catalogue of Life : Cyphokentia cerifera (H.E.Moore) Pintaud & W.J.Baker (consulté le 23 décembre 2020)
- (en) World Checklist of Selected Plant Families (WCSP) : Cyphokentia cerifera (H.E.Moore) Pintaud & W.J.Baker (2008)  (consulté le 21 avril 2019)
- (en) NCBI : Cyphokentia cerifera (H.E.Moore) Pintaud & W.J.Baker (taxons inclus) (consulté le 21 avril 2019)
- (en) The Plant List : Cyphokentia cerifera (H.E.Moore) Pintaud & W.J.Baker  (source : KewGarden WCSP) (consulté le 21 avril 2019)
- (en) Tropicos : Cyphokentia cerifera (H.E. Moore) Pintaud & W.J. Baker  (+ liste sous-taxons) (consulté le 21 avril 2019)
- (en) UICN : espèce Cyphokentia cerifera (H.E.Moore) Pintaud & W.J.Baker (consulté le 21 avril 2019)

### Moratia cerifera
- (en) Catalogue of Life : Moratia cerifera H.E.Moore (Nom accepté: Cyphokentia cerifera (H.E.Moore) Pintaud & W.J.Baker) Non Valide (consulté le 10 avril 2019)
- (en) World Checklist of Selected Plant Families (WCSP) : Moratia cerifera H.E.Moore (1980) (Nom accepté: Cyphokentia cerifera (H.E.Moore) Pintaud & W.J.Baker (2008))  Non Valide (consulté le 10 avril 2019)
- (en) NCBI : Cyphokentia cerifera (H.E.Moore) Pintaud & W.J.Baker (Syn. de Moratia cerifera) (taxons inclus) (consulté le 10 avril 2019)
- (en) The Plant List : Moratia cerifera H.E.Moore (Nom accepté: Cyphokentia cerifera (H.E.Moore) Pintaud & W.J.Baker) Non valide  (source : KewGarden WCSP) (consulté le 10 avril 2019)
- (en) Tropicos : Moratia cerifera H.E. Moore  (+ liste sous-taxons) (consulté le 10 avril 2019)
- (en) UICN : espèce Cyphokentia cerifera (H.E.Moore) Pintaud & W.J.Baker (Syn. de Moratia cerifera) (consulté le 10 avril 2019)